# Ketef Hinnom

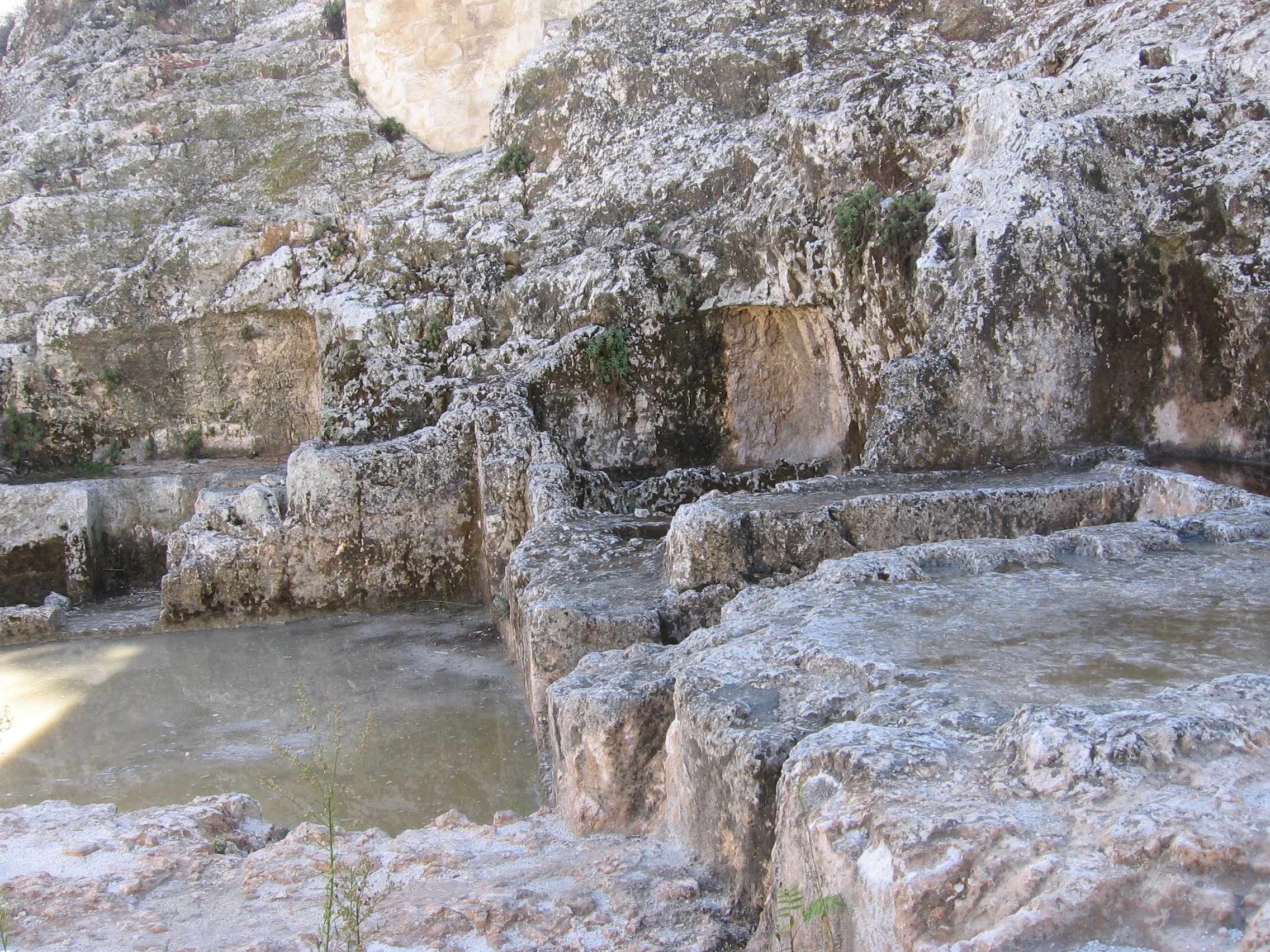
Ketef Hinnom

Ketef Hinnom (em hebraico: כתף הינום, "ombro de Hinnom") é um sítio arqueológico próximo a Jerusalém. O sítio consiste de uma série de câmaras fúnebres de pedra talhada apoiadas em cavernas naturais. Em 1979 dois rolos de prata minúsculos, inscritos com porções da conhecida Benção sacerdotal apotropaica do Livro de Números e aparentemente utilizados como amuletos, foram achados em uma das câmaras fúnebres. O delicado processo de desenrolar os rolos, enquanto desenvolvia-se um método que impediria-os de se desintegrarem, levou três anos. 
Breve como são, eles classificaram como os textos sobreviventes mais antigos da Bíblia, datando de cerca de 600 anos a.C.

## Os pergaminhos
Os pergaminhos são conhecidos como KH1 e KH2. 